# Nat I Klosterris Indelukke
|  | Denne artikel er oprettet af botten PalnaBot ud fra en ekstern database. Den kan derfor have sproglige fejl eller mangler. Denne skabelon kan fjernes efter kontrol af indholdet. |

Nat I Klosterris Indelukke er en dansk kortfilm fra 2003 skrevet og instrueret af Bynke Maibøll.

## Handling
Sværmerisk ensomhedsfølelse, der er så intens, at den bliver sexet. På 4 store lærreder udspiller der sig en flugtscene. Den flygtende har det ene lærred, forfølgeren det andet, og den natur de bevæger sig igennem de to sidste. Sorte sort/hvide Super-8mm optagelser, der blafrer og raser. Teknisk enkelhed og inderlighed, træffer drømmen.